# Porcellio eserensis
Porcellio eserensis là một loài chân đều trong họ Porcellionidae. Loài này được Rodriguez & Vicente miêu tả khoa học năm 1992.